# دیترویت دیزل
دیترویت دیزل (به انگلیسی: Detroit Diesel) شرکت صنایع سنگین آمریکایی است، که در سال ۱۹۳۸ تأسیس شد و امروزه در زمینه ارائه خدمات طراحی و تولید موتورهای درون‌سوز و فناوری‌های مرتبط با آن فعالیت می‌نماید.
دفتر مرکزی شرکت دیترویت دیزل، در دیترویت، میشیگان، ایالات متحده قرار دارد.
شرکت دیترویت دیزل به‌عنوان زیرمجموعه‌ای از شرکت دایملر تراکس از سال ۱۹۳۸ تاکنون بیش از ۵ میلیون موتور ساخته است که بیش از ۱ میلیون از آن‌ها هم‌اکنون در حال فعالیت است.